# الحكومة الوطنية
الحكومة الوطنية (بالتركية: Hakimiyet-i Milliye) هي صحيفة تركية أنشأها أتاتورك في عام 1920.  وكانت بمثابة الصحيفة الرئيسية للحركة القومية التركية خلال حرب الاستقلال التركية .  وكان المقر الرئيسي للصحيفة في أنقرة .  